# 耿繼茂
耿繼茂（？—1671年），為清朝初年明降將耿仲明之子，耿精忠之父。清初三藩之一。

## 生平
順治六年（1649年），其父耿仲明因為藏匿逃人而獲罪，畏罪自殺。
順治七年（1650年），耿繼茂與平南王尚可喜聯手攻破廣州後，展開「廣州大屠殺」。
順治八年（1651年），耿繼茂正式继承其父的“靖南王”爵位。
顺治十七年（1660年）七月，移镇福建。
康熙十年（1671年）去世，谥忠敏；其子耿精忠繼承王位。

## 子女
- 長子：耿精忠（和碩額駙）
- 次子：耿昭忠（多羅額駙）
- 三子：耿聚忠（和碩額駙）

- 女：耿氏，嫁尚之信